# Smythesdale
Smythesdale – miasto w Australii, w stanie Wiktoria.